# Заморський регіон Франції
Заморський регіон (фр. Région d’outre-mer) — статус, наданий 2003 року заморським департаментам Франції. Терміни «заморський департамент» і «заморський регіон» за нині чинною французькою конституцією формально рівнозначні, хоча останній досі вживається значно рідше.
До заморських однодепартаментних регіонів входять:
- Гваделупа
- Майотта
- Мартиніка
- Французька Гвіана
- Реюньйон

В кожному заморському регіоні діє виборна регіональна рада. Ці регіони — нарівні з метропольними — також делегують представників у загальнонаціональні структури — Національну асамблею, Сенат, Раду з соціальних і економічних питань.